# Gro Marit Istad-Kristiansen
Gro Marit Istad-Kristiansen (* 9. Februar 1978 in Voss) ist eine ehemalige norwegische Biathletin. 
Sie begann 1987 mit Biathlon und gehörte seit 1996 zum norwegischen Nationalteam. Sie gewann bei der WM 2004 in Oberhof Gold mit der Staffel und bei der WM 2005 in Hochfilzen Gold im Massenstart. Im Weltcup konnte sie drei Rennen gewinnen.
Istad-Kristiansen ist Nichte von Jon Istad und Cousine von Sverre Istad.

## Weltcup-Bilanz
Die Tabelle zeigt alle Platzierungen (je nach Austragungsjahr einschließlich Olympische Spiele und Weltmeisterschaften).
- 1.–3. Platz: Anzahl der Podiumsplatzierungen
- Top 10: Anzahl der Platzierungen unter den ersten zehn (einschließlich Podium)
- Punkteränge: Anzahl der Platzierungen innerhalb der Punkteränge (einschließlich Podium und Top 10)
- Starts: Anzahl gelaufener Rennen in der jeweiligen Disziplin

| Platzierung | Einzel | Sprint | Verfolgung | Massenstart | Staffel | Gesamt |
| ----------- | ------ | ------ | ---------- | ----------- | ------- | ------ |
| 1. Platz    |        | 2      |            | 1           | 8       | 11     |
| 2. Platz    |        | 1      |            |             | 3       | 4      |
| 3. Platz    |        | 2      |            |             | 2       | 4      |
| Top 10      |        | 12     | 11         | 6           | 30      | 59     |
| Punkteränge | 6      | 34     | 27         | 13          | 30      | 110    |
| Starts      | 19     | 63     | 50         | 13          | 30      | 175    |